# Консейсан (Пенише)
Консейсан (порт. Conceição) — район (фрегезия) в Португалии, входит в округ Лейрия. Является составной частью муниципалитета Пенише. По старому административному делению входил в провинцию Эштремадура. Входит в экономико-статистический субрегион Оэште, который входит в Центральный регион. Население составляет 4840 человек на 2001 год. Занимает площадь 0,78 км².
Покровителем района считается Дева Мария (порт. Nossa Senhora da Conceição).